# Kobaltoceen
Kobaltoceen, ook wel aangeduid als bis(cyclopentadienyl)kobalt(II), is een organokobaltverbinding met als brutoformule Co(C5H5)2. Vaak wordt de naam afgekort tot CoCp2, waarbij Cp staat voor cyclopentadienyl. De verbinding heeft een donkere purperkleur en sublimeert iets boven kamertemperatuur. De ontdekking van kobaltoceen volgde kort na die van ferroceen, het eerst beschreven metalloceen. Kobaltoceen reageert makkelijk met zuurstof uit de lucht, zodat het altijd in een stikstofbox bewaard en gehanteerd moet worden.

## Synthese
Kobaltoceen wordt gesynthetiseerd uit cyclopentadienylnatrium en watervrij kobalt(II)chloride in THF. Het gevormde bijproduct (natriumchloride) kan via filtratie uit het reactiemengsel verwijderd worden; de organometaalverbinding wordt via vacuümsublimatie gezuiverd.

## Structuur en binding
Kobaltoceen behoort tot de groep van de metallocenen. Het centrale kobaltion bevindt zich daarbij tussen twee cyclopentadienylringen. De afstand tussen kobalt en elk van de koolstofatomen bedraagt ongeveer 210 pm, iets langer dan de overeenkomstige afstand in ferroceen. De binding tussen het kobaltatoom en de cyclopentadienylringen verloopt via de interactie tussen met name de d-orbitalen van kobalt en het π-systeem van de moleculaire orbitalen van de cyclopentadienylring.
Kobalt bevindt zich rechts van ijzer in het periodiek systeem: kobaltoceen heeft dus één elektron meer in de valentie-orbitalen dan ferroceen (met name 19). Het extra elektron (één meer dan de 18 volgens de 18-elektronenregel) vindt een plaats in een antibindende moleculaire orbitaal van de Co-C-bindingen. Dit is de oorzaak van de eerder genoemde grotere bindingsafstand van Co-C ten opzichte van Fe-C in ferroceen. Veel reacties van kobaltoceen zijn terug te voeren op het verlies van dit extra elektron. Hierdoor wordt een 18-elektronenverbinding, het kobaltocenium-kation, gevormd. Een voorbeeld is de reductie met di-jood:
{\displaystyle {\ce {2Co(C5H5)2 + I2 -> 2[Co(C5H5)2]+ + 2I-}}}
De op andere terreinen duidelijk verwante verbinding, rhodoceen, komt niet voor als monomeer: het vormt spontaan dimeren via een koolstof-koolstofbinding tussen twee cyclopentadienylringen.

## Reacties

### Redoxeigenschappen
Kobaltoceen is een op laboratoriumschaal vaak gebruikte één-elektronreductor. De eigenschappen van kobaltoceen in redoxreacties zijn zelfs zo uniform, dat het als interne standaard toegepast kan worden in cyclovoltammetrie. De analoge verbinding waarin alle waterstofatomen in kobaltoceen vervangen zijn door methylgroepen, decamethylkobaltoceen, is een zeer sterke reductor. Beide stoffen zijn voorbeelden van de - weliswaar kleine - groep reductoren die goed oplosbaar is in apolaire oplosmiddelen. De redoxpotentialen (met het ferroceen/ferrocenium-ion als standaard) staan hieronder vermeld.
| Halfreactie                                             | E° (V) t.o.v ferroceen | Halfreactie vrij metaal                            | E° (V) t.o.v. SWE |
| ------------------------------------------------------- | ---------------------- | -------------------------------------------------- | ----------------- |
| {\displaystyle {\ce {Fe(C5H5)2+ + e- <=> Fe(C5H5)2}}}   | 0,000                  | {\displaystyle {\ce {Fe^{3+}\, + e- <=> Fe^{2+}}}} | 0,77              |
| {\displaystyle {\ce {Fe(C5Me5)2+ + e- <=> Fe(C5Me5)2}}} | −0,59                  | {\displaystyle {\ce {Fe^{3+}\, + e- <=> Fe^{2+}}}} | 0,77              |
| {\displaystyle {\ce {Co(C5H5)2+ + e- <=> Co(C5H5)2}}}   | −1,33                  | {\displaystyle {\ce {Co^{3+}\, + e- <=> Co^{2+}}}} | 1,82              |
| {\displaystyle {\ce {Co(C5Me5)2+ + e- <=> Co(C5Me5)2}}} | −1,94                  | {\displaystyle {\ce {Co^{3+}\, + e- <=> Co^{2+}}}} | 1,82              |

Uit de gegevens valt af te leiden dat de overgang van de cyclopentadienylliganden naar het permethyl-analogon de redoxpotentiaal met ongeveer 600 mV doet dalen. Het effect van het andere centrale atoom is echter veel groter, namelijk 1300 mV. Bovendien is dit effect andersom dan op basis van de E°-waarden van de vrije ionen verwacht zou worden: daar stijgt de waarde juist 1050 mV. Het effect van de 18-elektronenregel laat zich hier duidelijk zichtbaar gelden.

### Carbonylering
Kobaltoceen reageert met koolstofmonoxide onder vorming van het carbonylcomplex, waarbij een cyclopentadienylring wordt afgestoten: Co(C5H5)(CO)2. Formeel is hierbij een kobalt(I)-verbinding ontstaan.